# Tour della nazionale maschile di rugby a 15 della Nuova Zelanda 1996
Nel 1996,  gli All Blacks della nazionale neozelandese di Rugby Union, si recano in tour in Sudafrica.  
Ben 4 i test match, di cui  3 vinti. Solo nell'ultimo gli Springboks riusciranno a vincere.
Da segnalare che il primo test era valido anche per il Tri Nations 1996

## Risultati

### I test match
| Arbitro: | David McHugh |

|                  |      |               |
| du Randt, Mulder | mt   | Osborne, Dowd |
| Stransky         | tr   | Mehrtens (2)  |
| Stransky (2)     | c.p. | Mehrtens (5)  |

| Arbitro: | Patrick Thomas |

|                 |      |                              |
| D. v. Schalkwyk | mt   | Z. Brooke, Cullen, J. Wilson |
| Stransky        | tr   | Culhane                      |
| Stransky (4)    | c.p. | Culhane (2)                  |

| Arbitro: | Didier Mené |

|                                     |      |                          |
| R. Kruger, Strydom, v.d. Westhuizen | mt   | Z. Brooke, J. Wilson (2) |
| Stransky                            | tr   | Culhane (3)              |
| Stransky (3)                        | c.p. | Culhane, Preston (2)     |
|                                     | drop | Z. Brooke                |

| Arbitro: | Derek Bevan |

|                                 |      |                                     |
| A. Joubert, v.d. Westhuizen (2) | mt   | Fitzpatrick, W. Little, J. Marshall |
| Honiball                        | tr   | Mehrtens (2)                        |
| Honiball (2), A. Joubert (3)    | c.p. | Mehrtens                            |

### Gli altri incontri
| Worcester 6 agosto 1996 | Boland Invitation XV | 21 – 32 | Nuova Zelanda XV | Esselen Park |

| Port Elizabeth 13 agosto 1996 | Eastern Province | 23 – 31 | Nuova Zelanda XV | Boet Erasmus Stadium |

| Potchefstroom 20 agosto 1996 | Western Transvaal | 0 – 31 | Nuova Zelanda XV | Olën Park |

| Kimberley 27 agosto 1996 | Griqualand West | 18 – 18 | Nuova Zelanda XV | Hoffe Park |